# Provincia de Ogooué-Maritime
Ogooué-Maritime es una de las nueve provincias de Gabón. Su capital es Port-Gentil y posee un área de 22.890 km².
En 2013 tenía 157 562 habitantes.

## Localización
Se ubica en el oeste del país y tiene los siguientes límites:
| Noroeste: Océano Atlántico | Norte: Provincia de Estuaire | Noreste: Provincia de Moyen-Ogooué |
| Oeste: Océano Atlántico    |                              | Este: Provincia de Ngounié         |
| Suroeste: Océano Atlántico | Sur: Océano Atlántico        | Sureste: Provincia de Nyanga       |

## Subdivisiones
Ogooué-Maritime está dividida en 3 departamentos:
| Departamento | Chef-lieu   | Población (2013) |
| ------------ | ----------- | ---------------- |
| Bendjé       | Port-Gentil | 140 747          |
| Ndougou      | Gamba       | 11 092           |
| Etimboué     | Omboué      | 5723             |